# Wilhelm Behrens
Wilhelm Behrens (23 de agosto de 1888-15 de agosto de 1968) fue un general alemán en la Wehrmacht durante la II Guerra Mundial que comandó varias divisiones. Fue condecorado con la Cruz de Caballero de la Cruz de Hierro de la Alemania Nazi. Behrens fue licenciado del servicio activo en 1944; en 1946 fue arrestado por las autoridades soviéticas e internado hasta 1949.

## Condecoraciones
- Cruz Alemana en Oro el 9 de diciembre de 1941 como Oberst en el Infanterie-Regiment 106[1]
- Cruz de Caballero de la Cruz de Hierro el 17 de marzo de 1942 como Oberst y comandante del Infanterie-Regiment 106[2]